# تپه گنجینه
تپه گنجینه مربوط به دوران‌های تاریخی پس از اسلام است و در شهرستان بروجرد، بخش مرکزی، روستای کیوره واقع شده و این اثر در تاریخ ۲۳ بهمن ۱۳۸۰ با شمارهٔ ثبت ۴۷۷۱ به‌عنوان یکی از آثار ملی ایران به ثبت رسیده است.